# 灘のけんか祭り

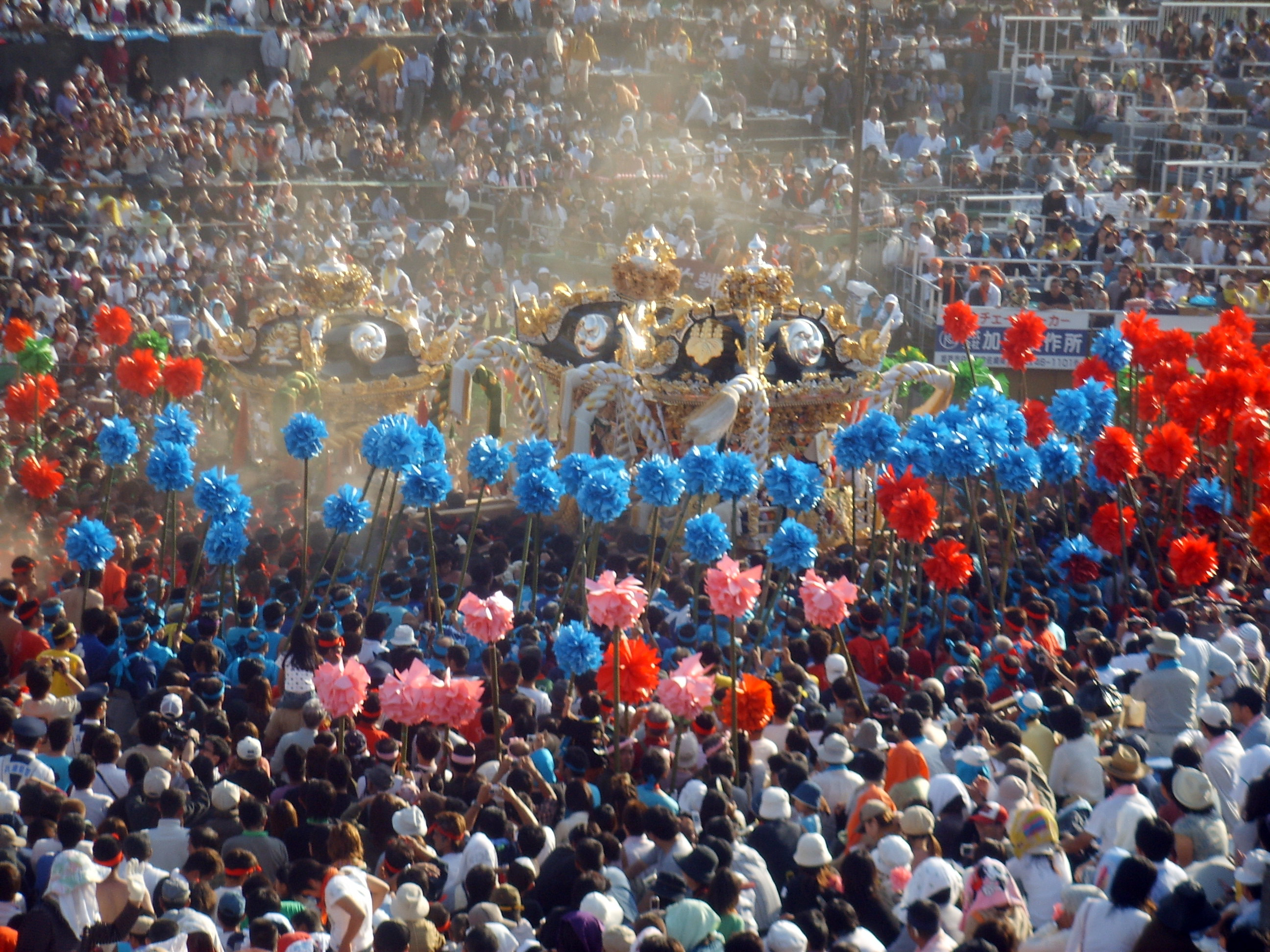
灘のけんか祭り

灘のけんか祭り（なだのけんかまつり）は、兵庫県姫路市白浜町の松原八幡神社で行われる秋季例大祭の通称である。毎年10月14日・15日に行われる。一の丸、二の丸、三の丸からなる3基の神輿をぶつけ合わせる神事と、旧7ヶ村の絢爛豪華な屋台が激しく練り競う勇壮な屋台練りが行われる。
播州の秋祭りの中でも代表的なものの一つである。「松原八幡神社秋季例祭風流」として、姫路市と兵庫県の重要無形民俗文化財に指定されている。また、旧松原村の獅子屋台の太鼓の音は「日本の音風景100選」に選ばれた。

## 祭神
- 品陀和気命（応神天皇）
- 息長足姫命（神功皇后）
- 比咩大神（比咩三神）

## 祭礼の流れ
- 宵宮 10月14日

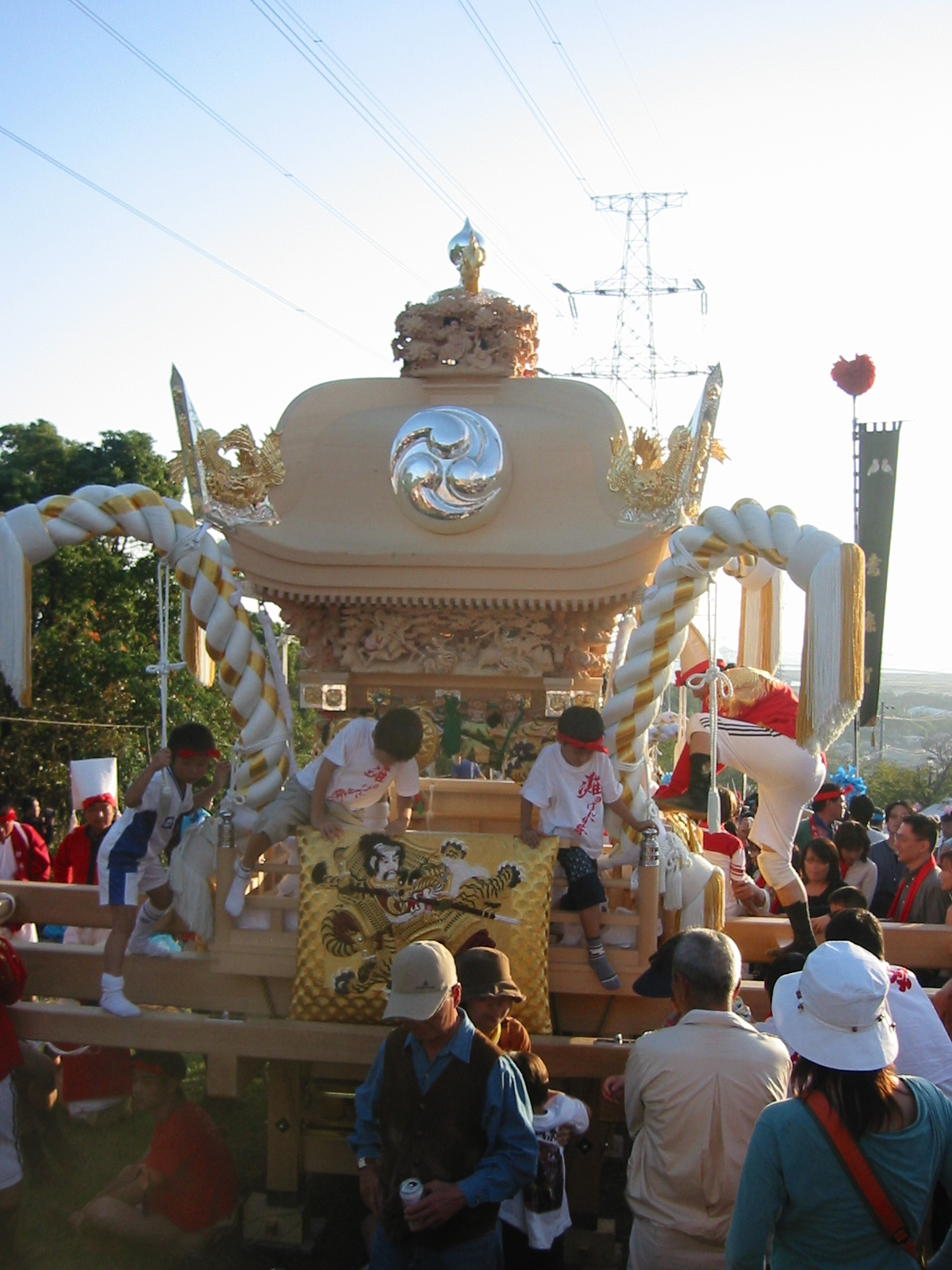
屋台

昼前ごろから、東山から順に木場、松原、八家、妻鹿、宇佐崎、中村の旧7ヶ村の屋台が神社に宮入りする。その後は日が暮れる頃まで、各村の屋台同士が練り競う「練り合わせ」が行われる。神社境内には、この日のためだけに使われる観覧席が設けられていたり、屋台練りや練り合わせを見ようと多くの人で賑わう。夕方になると各屋台には提灯や電飾が点される。
- 本宮 10月15日

本宮は、早朝の露払いからはじまる。松原の獅子が御幣を授けられ、神社境内、御旅山山麓の広畠で幣舞を舞う。練り播（神輿を担当する村。旧7ヶ村の輪番制）の村では、早朝の海に入って海水で心身を清める潮かきが行われる。

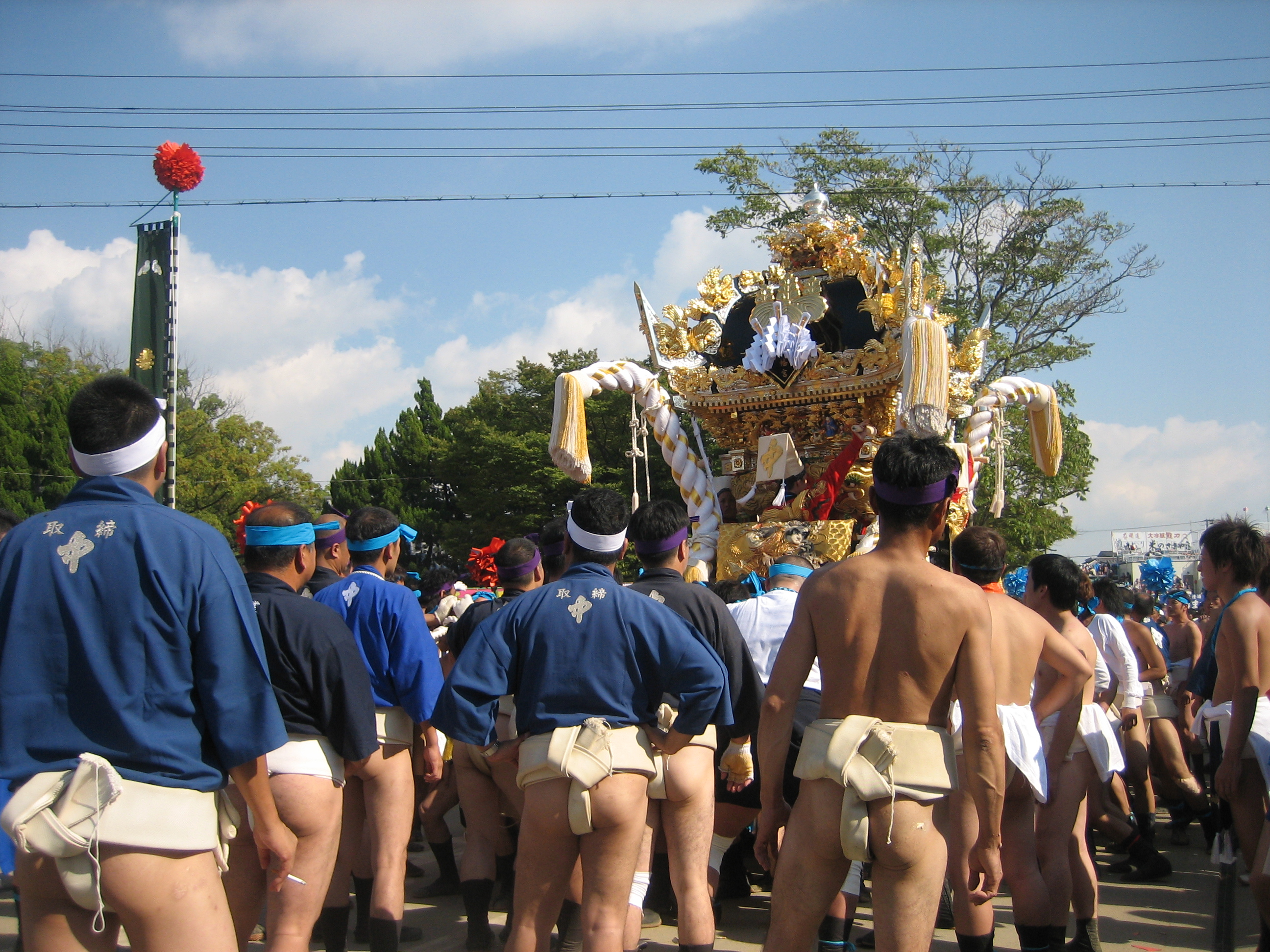
中村の屋台。神社外にて撮影。

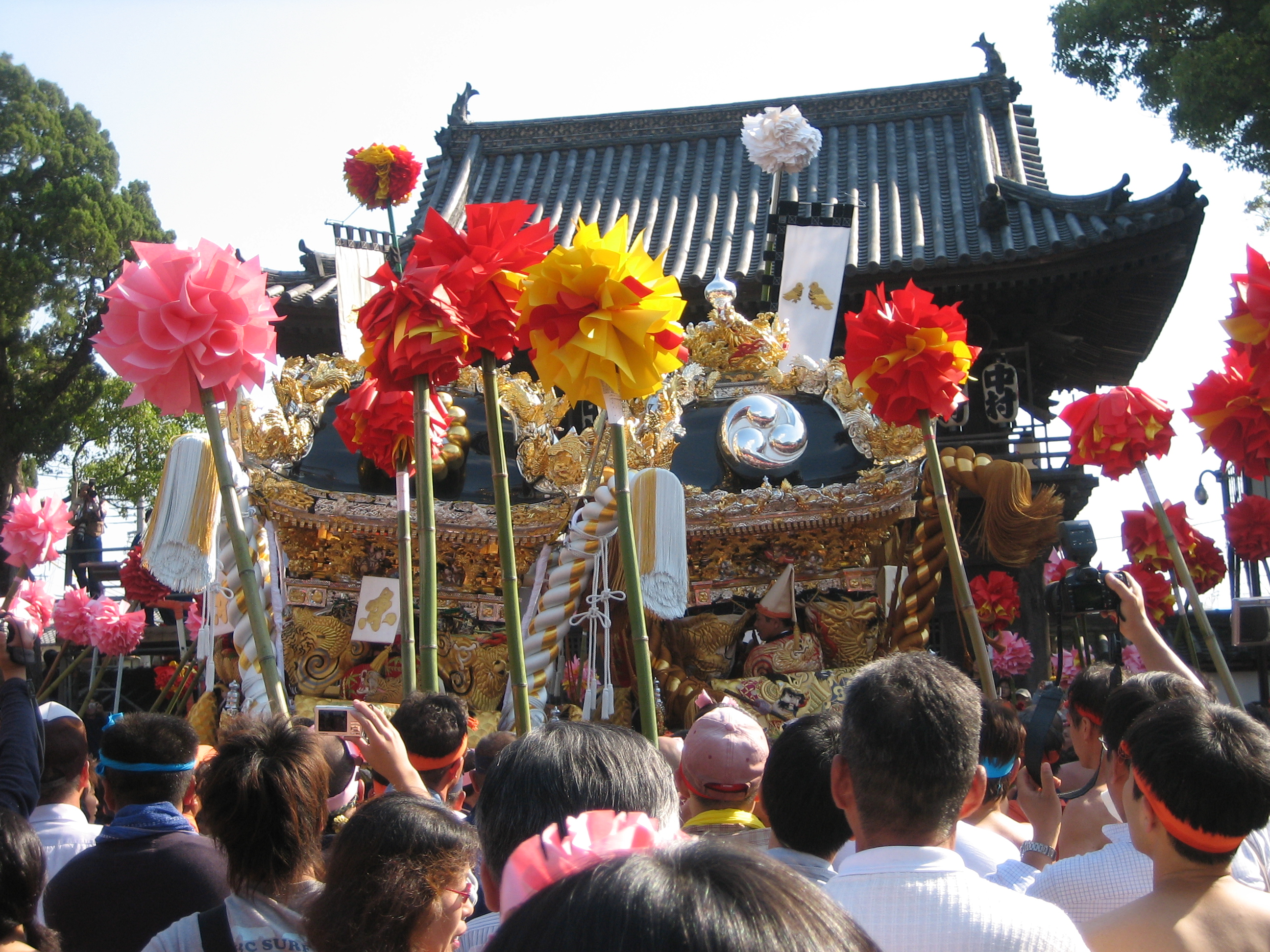
境内で練り合わせしている旧東山村と旧八家村の屋台。

この日は朝から屋台が宮入りし、神社前の広場で練り合わせを行う。ただし、練り番に当たる村は、屋台の宮入りを行わず、最後に3本の神輿幟を掲げて宮入りをする。全ての村の宮入り後、神様の移った3基の神輿が練り番の村によって拝殿から練り出され、神社境内において神輿をぶつけ合う神事が行われる。

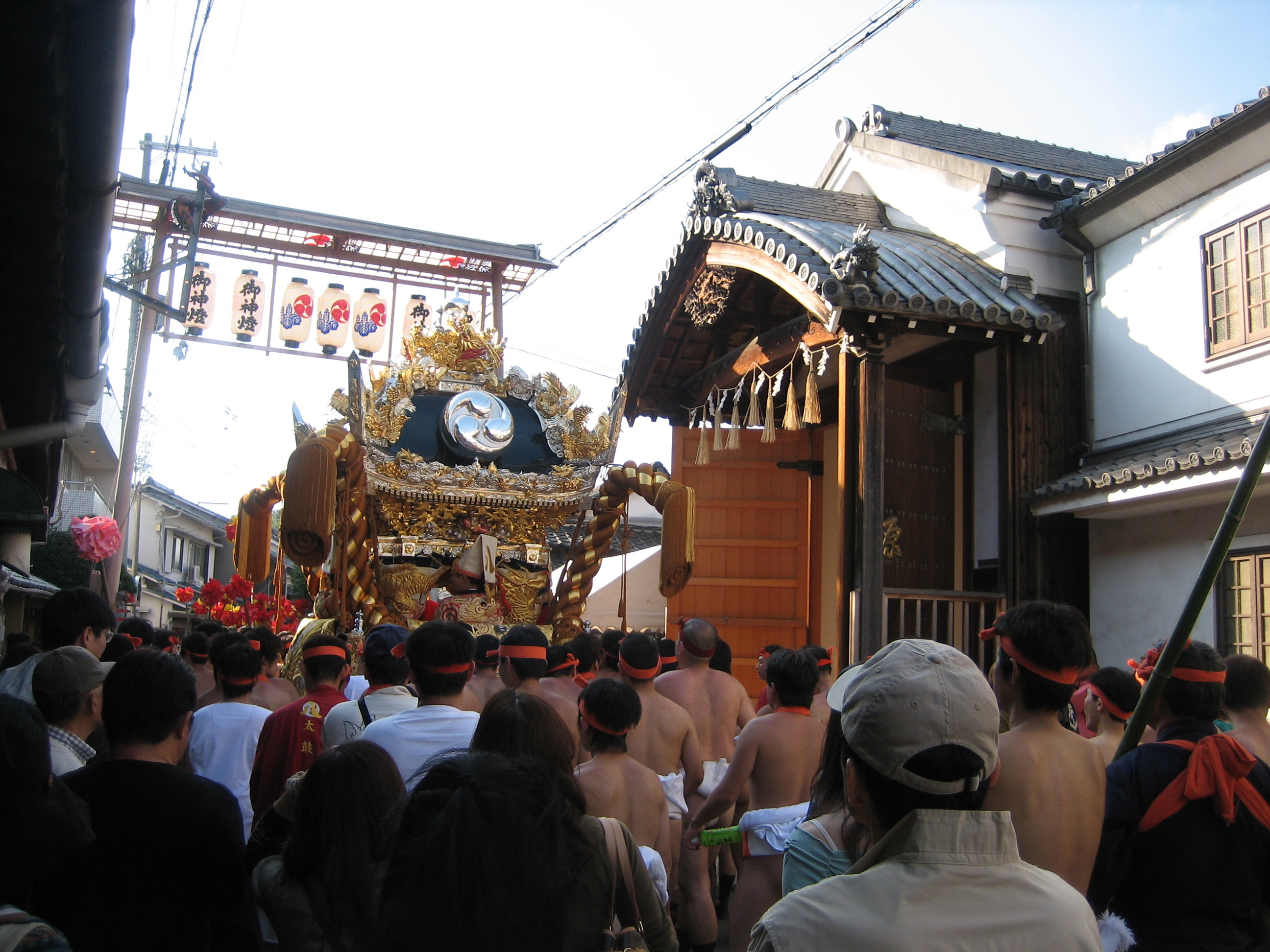
神社から御旅山へと移動する旧八家村の屋台

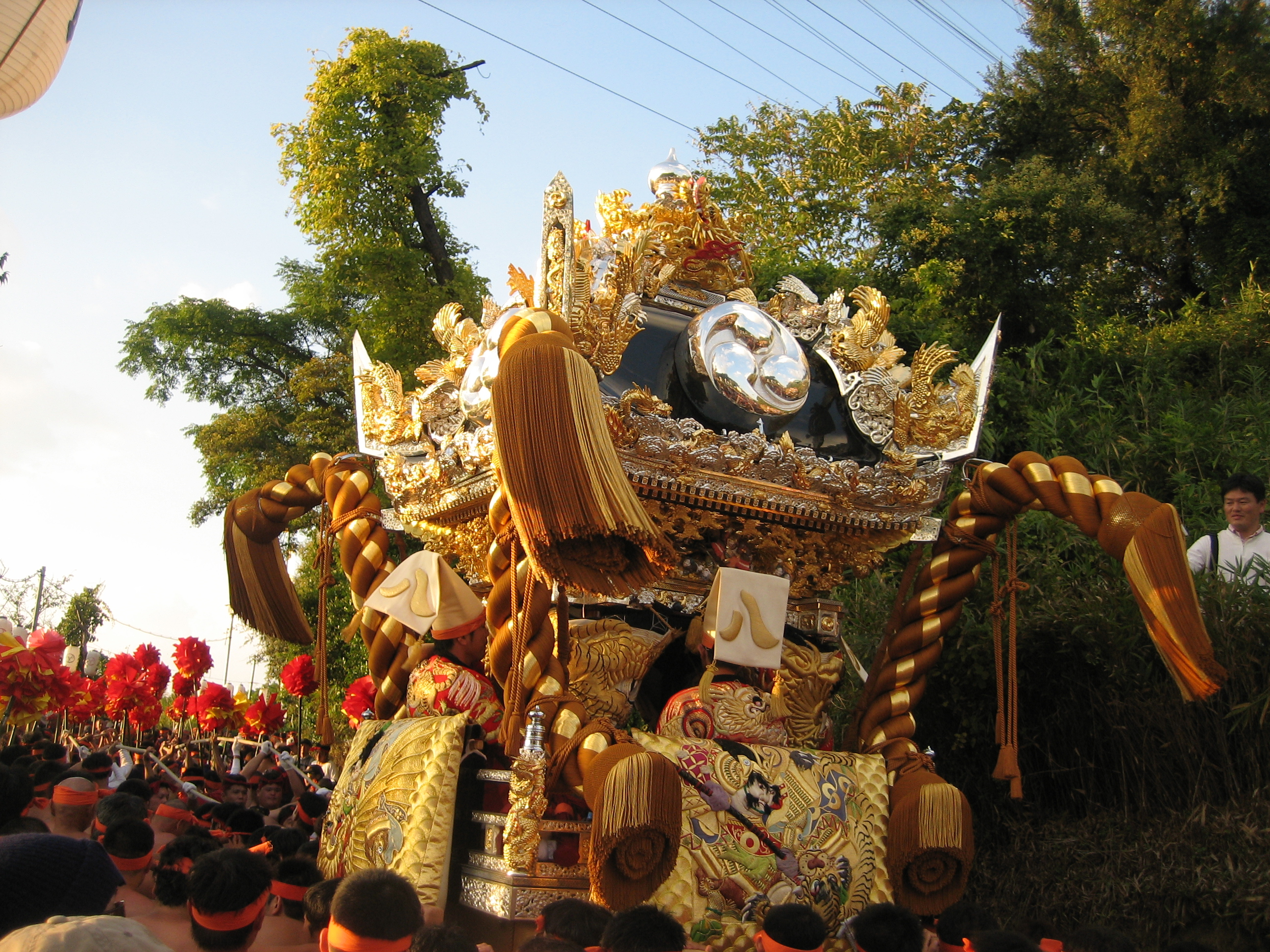
御旅山山頂へと登っていく旧八家村の屋台

その後、松原の獅子屋台、神官、神輿、屋台の順に、西方にある御旅山へと向う。御旅山山麓の広畠でも、神輿のぶつけ合い、屋台の練り合わせが繰り広げられる。練り合わせを行った後、獅子屋台、神輿、各屋台はそれぞれ御旅山を登り、山頂にある松原八幡神社の御旅所に向かう。
夕暮れが近づくと、それぞれ山からまた練りながら降りて行き、再び麓の練り場で練り合わせてから、各村へと帰って行く。時には帰り道でも他の村の屋台と練り合わせを行う。

## 祭礼地域
兵庫県姫路市の南東部に位置する旧七ヶ村
- 以下、公平を期すため宮入順に列記する。

| 地域名      | 現在の行政区域                  | 紋       | シデの色                        | 主な特徴                                                      |
| 旧 東山村   | 姫路市東山                      | 千成瓢箪 | ピンク （邪気を祓う桃の色）     | 純銀の擬宝珠                                                  |
| 木場港      | 姫路市木場                      | 菊水     | 若緑 （精気あふれる若竹の色）   | お迎え提灯                                                    |
| 舊 松原村   | 姫路市白浜町の西部              | 左三つ巴 | 赤 （鉄を溶かすフイゴの火の色） | 擬宝珠の左右に鯱                                              |
| 旧 八家村   | 姫路市八家                      | 左三つ巴 | 黄赤 （たぎる血汗と熱血の色）   | 元禄15年（1702年）作の元姫路城登城太鼓 （亀山本徳寺より譲受） |
| 妻鹿町      | 姫路市飾磨区妻鹿                | 左三つ巴 | 朱赤 （質感あふれる熱血の色）   | 胴突きによる担ぎ上げ                                          |
| 旧 宇佐崎村 | 姫路市白浜町宇佐崎 白浜町の東部 | 昇り龍   | 黄 （貴人の色）                 | 飾りは蛭子神社縁起の｢竜馬｣で統一                              |
| 旧 中村     | 姫路市白浜町の中部              | 五七の桐 | 青 （播磨灘の色）               | 屋根のてりむくり                                              |

担ぎ手は「練り子」と呼ばれ、相撲と同様の廻しを着用し、シンボルカラーの鉢巻をする。村によっては襦袢を着る。

## 旧七村各屋台

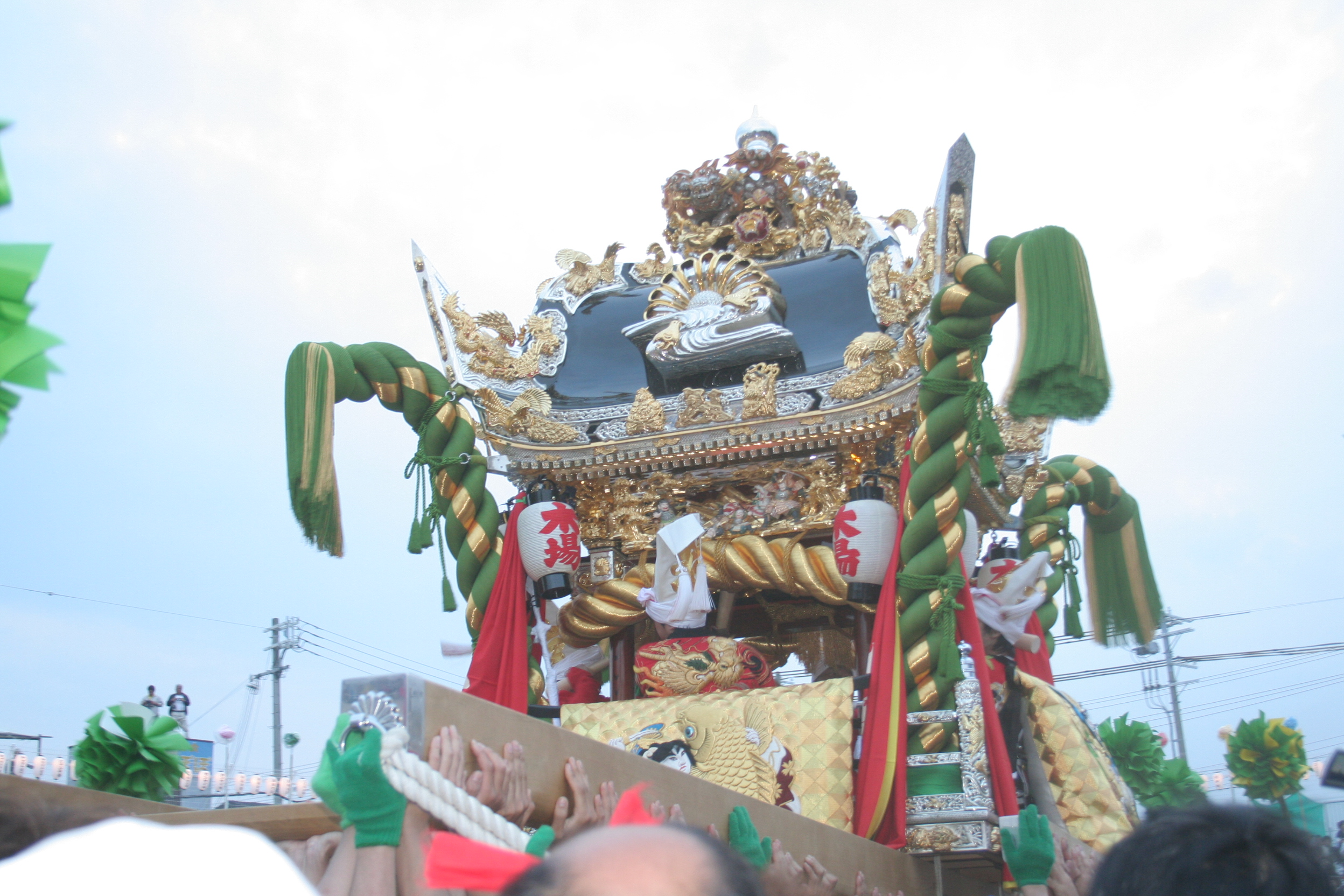
木場港
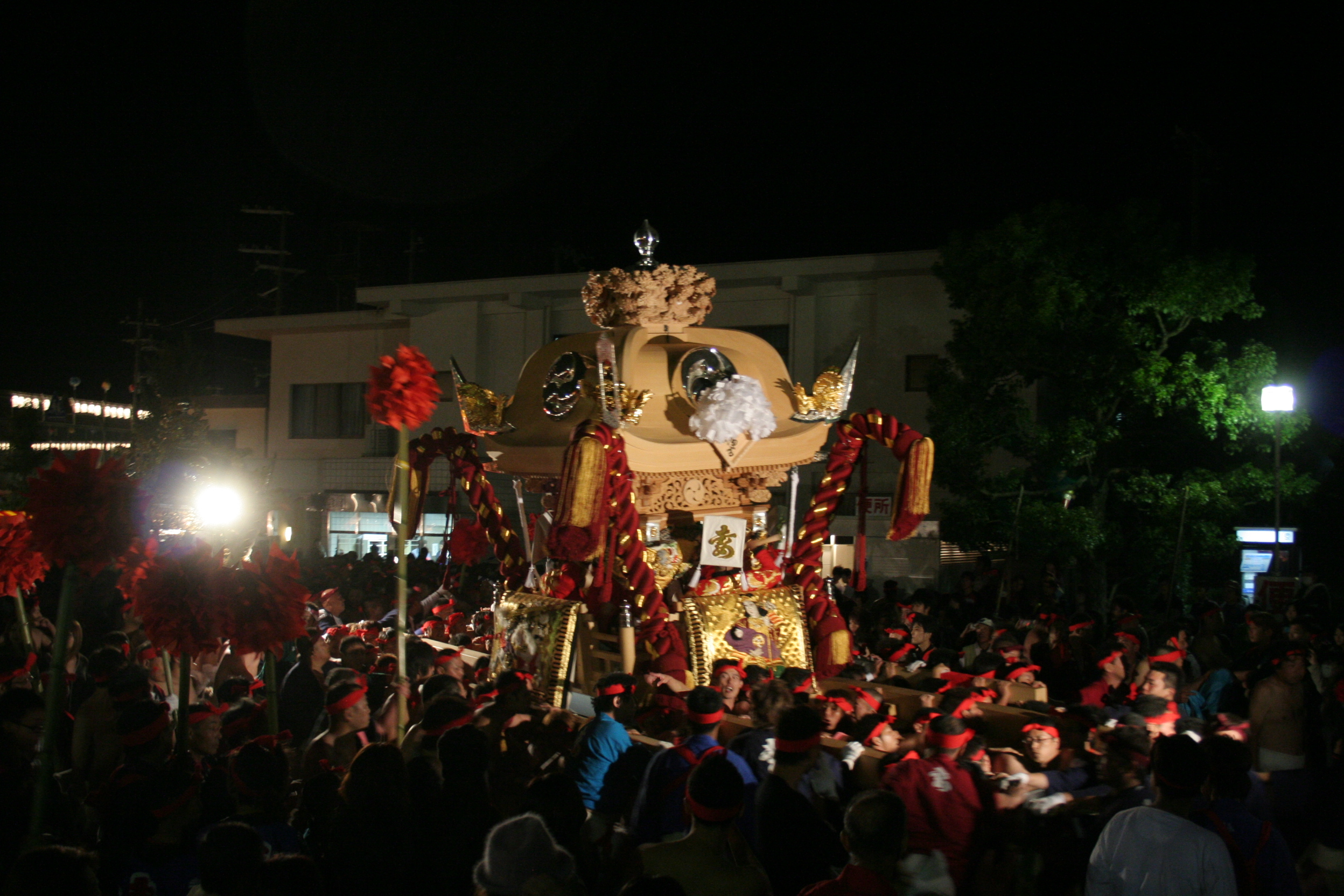
妻鹿町
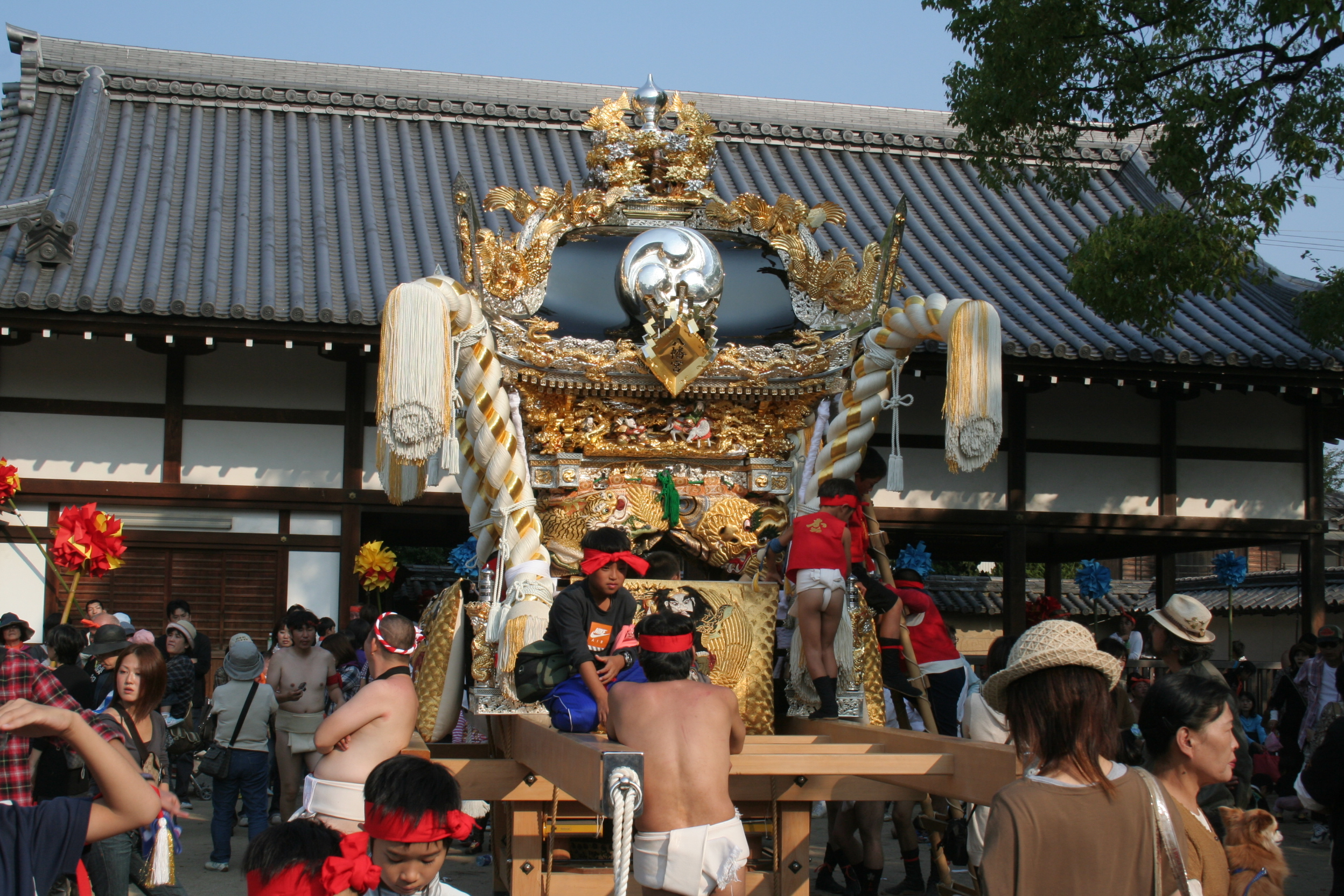
舊松原村
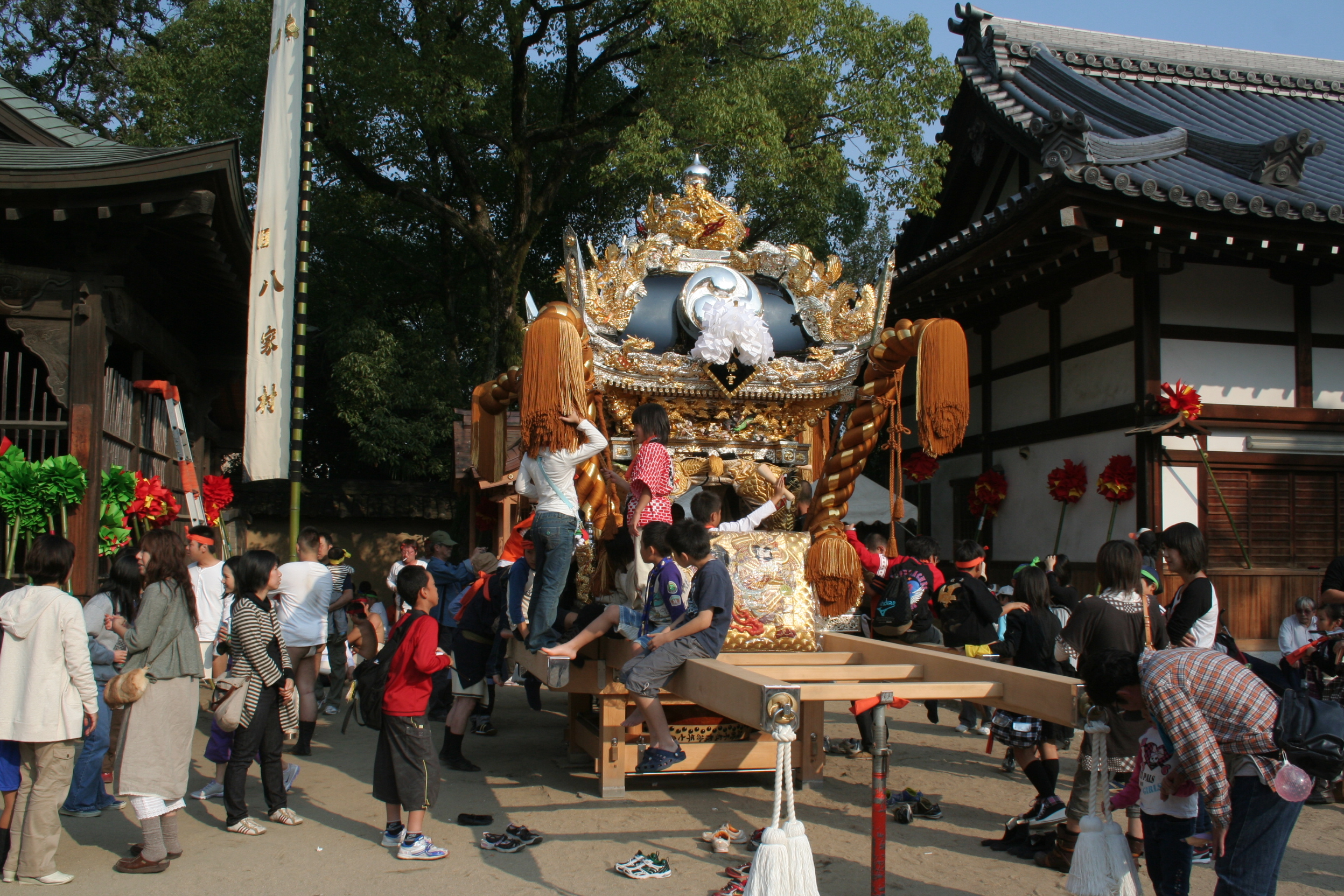
旧八家村
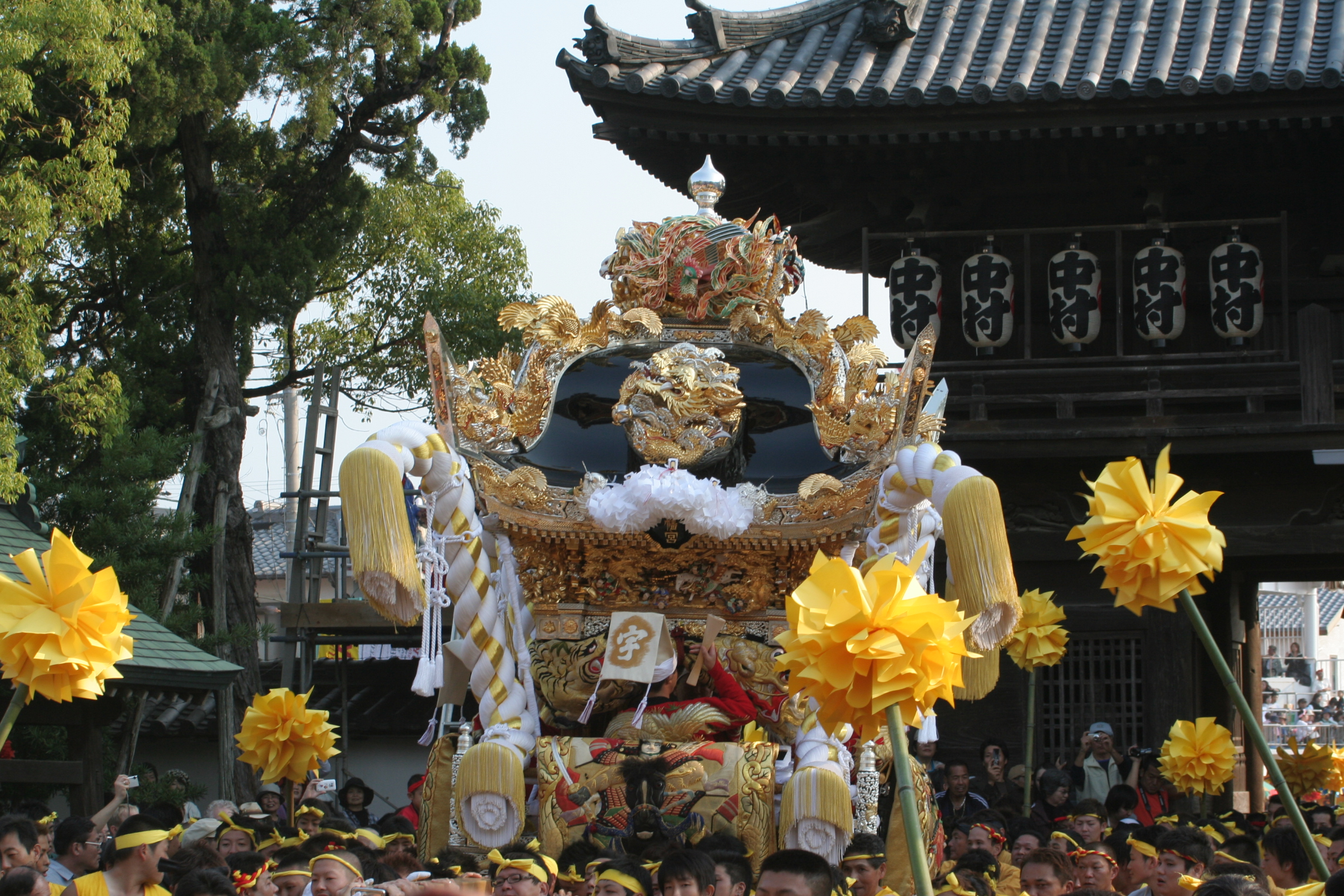
旧宇佐崎村
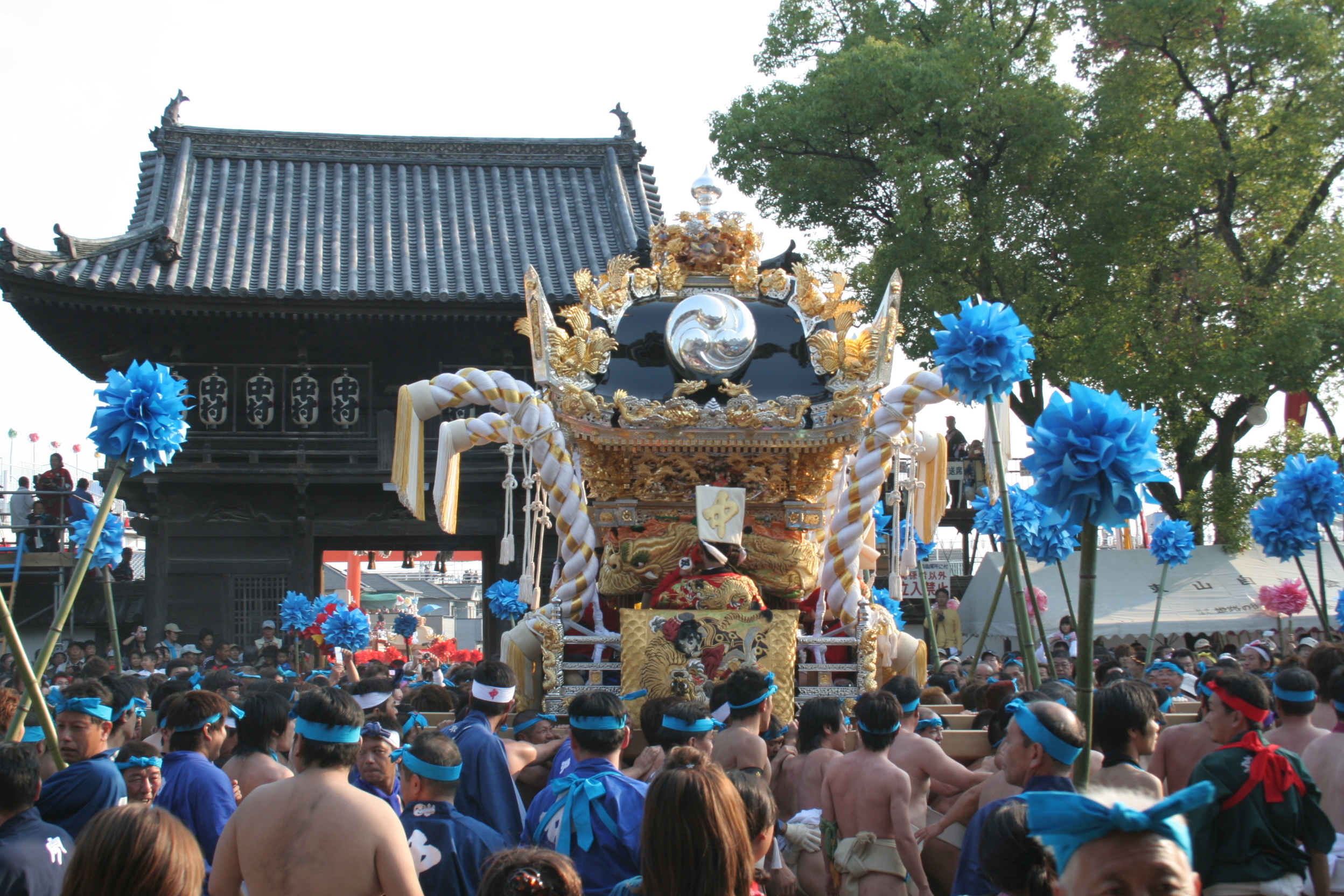
旧中村
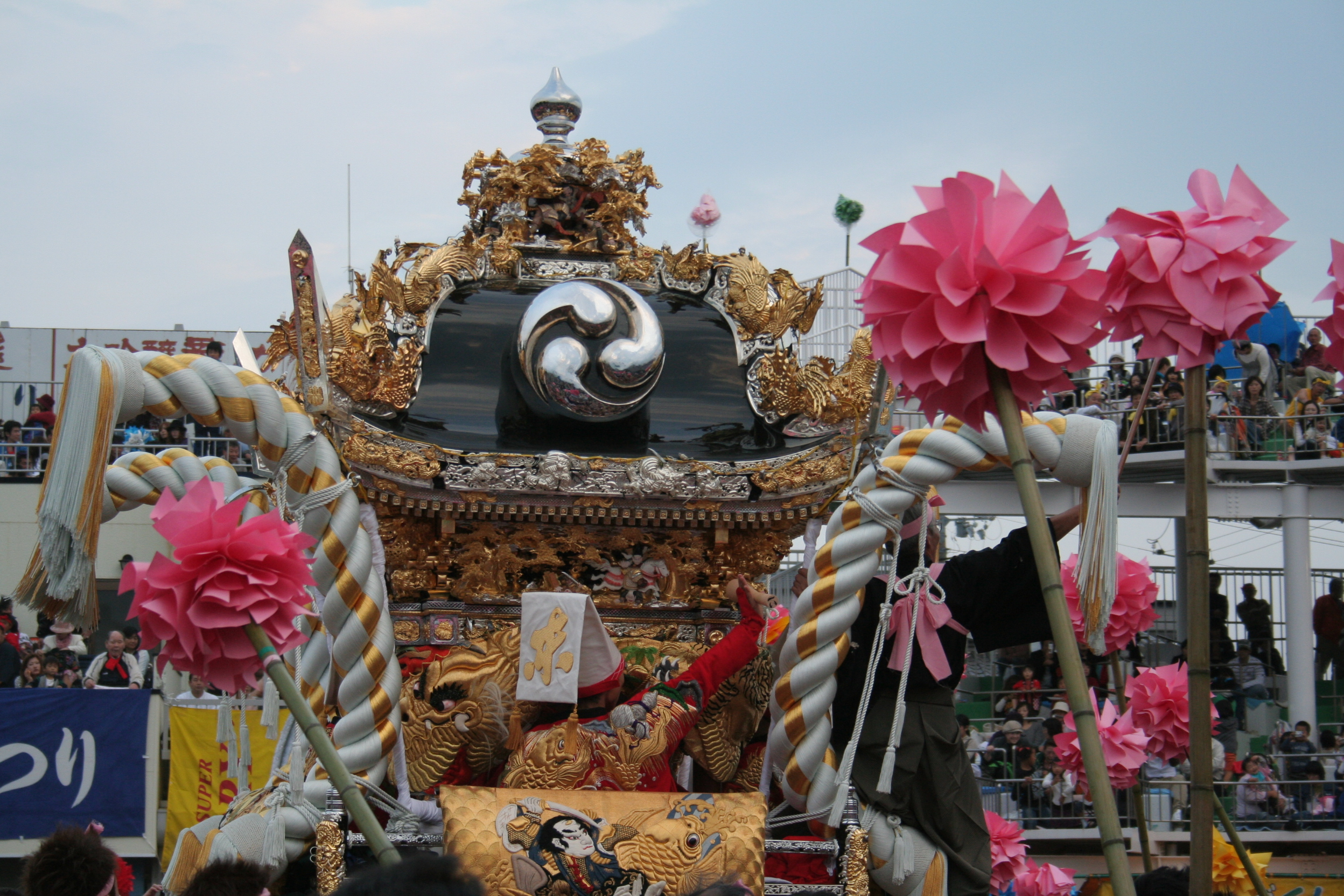
旧東山村

## 事故
2001年、男性（当時57歳）が倒れてきた神輿の下敷きになって死亡。また、2009年10月14日18時頃、祭事に参加していた男性が2台の屋台の間に挟まれ、頭部を負傷し死亡した。

## 交通
- 山陽電気鉄道本線白浜の宮駅下車、南へ200m。
  - 白浜の宮駅は朝夕のみ直通特急が停車、日中は普通のみ停車の無人駅でラッシュ時以外は閑散としているが、祭りの日には直通特急や特急が終日臨時停車し、駅員も配置される。